# الرأسمالية: قصة حب
الرأسمالية، قصة حب (بالإنجليزية: Capitalism: A Love Story)‏ هو فيلم وثائقي إنتاج عام 2009 كتابة وإخراج مايكل مور يرز الفيلم على الأزمة المالية العالمية ومحاولات الإنعاش منها ويصور الفيلم أيضا العنصر الديني حيث يسأل مور هل الرأسمالية خطيئة وهل السيد المسيح سيكون الرأسمالي.
ويقول مور إن «هناك عائلة تطرد من منزلها كل سبع ثوان ونصف الثانية، وهذا رقم مخيف». ويزخر فيلمه الجديد بمشاهد أطفال يبكون في الشارع أو يضطرون للنوم في شاحنة مع أهلهم فضلا عن عائلات أو متقاعدين فقدوا كل شيء بسبب الأزمة.
وكما يقول الفيلم فإن الأزمة المالية العالمية ناجمة عن تواطؤ بين المصارف الكبرى وإدارة الرئيس الأميركي السابق جورج بوش، فضلا عن عمل تدميري داخلي عائد إلى «الإصلاحات ونزع القيود والأنظمة» الذي جعل وول ستريت تتحول إلى «كازينو فعلي يمكن المراهنة فيه على أي شيء». وقال مور في البندقية «سمحنا لوول ستريت بالقضاء على البنية التحتية الصناعية في بلادنا لتحقيق المزيد من الأرباح».
وجاء في التعليق المرافق للفيلم بصوت المخرج أن الولايات المتحدة لم تعد ديمقراطية بل أصبحت «حكم الأغنياء» حيث تتملك أقلية صغيرة جدا معظم الثروات. واعتبر مور أن خطة إنقاذ المصارف البالغة قيمتها 700 مليار دولار، تأتي على حساب المكلف الأميركي تشكل «انقلابا ماليا». في مشهد رائع يضع مور على مدخل مصرف كبير شريطا اصفر يحمل عبارة «يرجى عدم اجتياز هذا الخط: مسرح جريمة».

## وصلات خارجية
- الموقع الرسمي
- الرأسمالية: قصة حب على موقع IMDb (الإنجليزية)
- الرأسمالية: قصة حب على موقع ميتاكريتيك (الإنجليزية)
- الرأسمالية: قصة حب على موقع الموسوعة البريطانية (الإنجليزية)
- الرأسمالية: قصة حب على موقع روتن توميتوز (الإنجليزية)
- الرأسمالية: قصة حب على موقع نتفليكس (الإنجليزية)
- الرأسمالية: قصة حب على موقع ألو سيني (الفرنسية)
- الرأسمالية: قصة حب على موقع Turner Classic Movies (الإنجليزية)
- الرأسمالية: قصة حب على موقع أول موفي (الإنجليزية)
- الرأسمالية: قصة حب على موقع بوكس أوفيس موجو (الإنجليزية)
- الرأسمالية: قصة حب على موقع فيلمافينيتي (الإسبانية)